# Noël à la télévision
Pour plus de détails, voir Fiche technique et Distribution.
Noël à la télévision (Broadcasting Christmas) est un téléfilm de Noël américain réalisé par Peter Sullivan et diffusé le 23 novembre 2016 sur Hallmark Channel,,,,.
En France, il obtient une première diffusion le 6 novembre 2017 sur M6.

## Synopsis
Emily et Charlie sont deux présentateurs du journal matinal d’une chaine locale. Quand Charlie a une promotion, il s’envole pour New York, tandis que sa co-présentatrice qui n’a rien eu, part faire le même emploi dans sa ville natale. Mais un jour, ils se retrouvent nez-à nez pour un même poste. Qui va le remporter,, ?

## Distribution
- Melissa Joan Hart (VF : Sarah Marot) : Emily Morgan
- Dean Cain (VF : Emmanuel Curtil) : Charlie Fisher
- Cynthia Gibb (VF : Ninou Fratellini) : Patrice Montgomery
- Jackée Harry (VF : Coco Noël) : Veronika Daniels
- Kathryn Leigh Scott : Ruth Morgan
- Richard Kline : Stanley Morgan
- Joanna Feuer : Kate McQueen
- Joyce Cohen (VF : Marion Game) : Sylvia Fisher
- Daren Kelly : Fred Fisher
- Todd Litzinger : Jimmy Eubanks

 Source et légende : version française (VF) sur RS Doublage